# Paolo I Esterházy
Paolo I Esterházy di Galantha (Eisenstadt, 8 settembre 1635 – Eisenstadt, 26 marzo 1713) è stato un Feldmaresciallo imperiale e prima Conte poi Principe della prestigiosa nobile famiglia ungherese degli Esterházy.

## Biografia

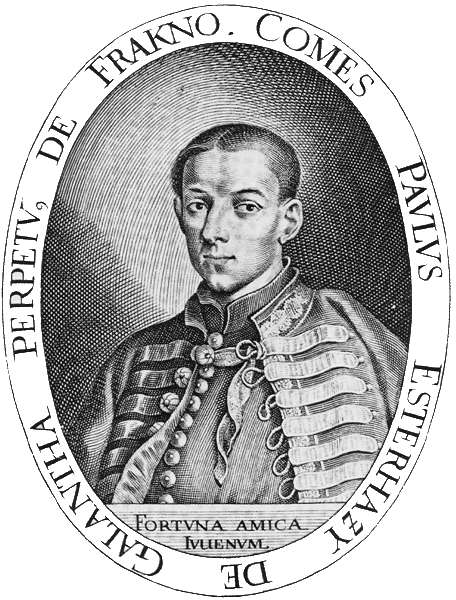
Paolo I in una litografia eseguita poco dopo la sua ascesa al titolo di conte di Galanta

Nato a Kismarton (Eisenstadt), in Ungheria, Paul era il figlio terzogenito del conte Nicola Esterházy, già Palatino del regno d'Ungheria, e della sua seconda moglie, la baronessa Krisztina Nyáry.
Paul compì i propri studi al collegio dei Gesuiti di Trnava (Tyrnau) ed a Graz, crescendo in un'atmosfera di studio profondamente pia, ereditando nel 1652 l'amministrazione della grande fortuna della famiglia, alla morte del fratello maggiore Ladislao Esterházy, morto combattendo contro i Turchi in Ungheria.
Egli iniziò la propria carriera militare solo nel 1664, quando si contrappose all'esercito turco nella Battaglia di Mogersdorf sotto il comando di Raimondo Montecuccoli. Nel 1671 accettò l'incarico di espellere da Vienna 3000 ebrei per ordine dell'Imperatore Leopoldo I d'Asburgo. Per questi suoi meriti militari, l'anno successivo venne nominato Feldmaresciallo e comandante in capo alle truppe dell'Ungheria meridionale per conto dell'Imperatore. Paolo, con questo incarico, rimase fedele ad ogni modo agli Asburgo, malgrado i tentativi di cospirazione anti-austriaca che stava muovendo l'aristocrazia ungherese, (congiura dei magnati). Questa lealtà venne ricompensata e nel 1681 con la concessione del titolo di Conte Palatino. Ad ogni modo i turchi lasciarono una traccia indelebile nella famiglia Esterházy: molti dei possedimenti della famiglia vennero devastati e la popolazione che vi viveva venne in parte uccisa.
Paolo prese parte anche alla conquista dell'Ungheria meridionale da parte dell'Imperatore nel 1687, occasione nel quale venne elevato al rango principesco che all'epoca venne concesso ad personam e che invece dal 1712 venne concesso a tutti i figli primogeniti della casata. Nel 1703 combatté nuovamente al fianco degli Asburgo in Ungheria.
Alla sua morte, avvenuta nel 1713, Paolo I venne sepolto nella tomba di famiglia nel Convento dei Francescani di Eisenstadt.
Paolo Esterházy fu anche un musicista specializzato nel clavicembalo, strumento per il quale compose la sua famosa Harmonia Caelestis, completa di parti per il canto ed orchestra, che venne pubblicata a Vienna nel 1711. Egli fu inoltre il fondatore della cappella musicale Esterházy che ebbe poi grande fortuna nel corso del XVIII secolo.
Nella sua vita Paolo I si dedicò anche ad esaltare lo status da lui raggiunto per la sua casata attraverso una serie di residenze sontuose: convertì il castello Esterházy di Eisenstadt da fortezza medievale in un vero e proprio palazzo barocco. Iniziò i restauri al castello Esterházy nel 1663. Egli espanse inoltre, fortificandolo, il castello di Forchtenstein grazie ad un progetto dell'architetto Domenico Carlone.

## Matrimonio e figli
Paolo I si sposò due volte. La prima fu con sua nipote, la contessa Orsolya Esterházy de Galántha, figlia di suo fratello il conte István Esterházy de Galántha e di sua moglie, la contessa Erzsébet Thurzó di Bethlenfalva, il 7 febbraio 1652 a Eisenstadt. Questo matrimonio venne predisposto in parte per non disperdere le proprietà della famiglia Esterházy e produsse in tutto diciannove eredi:
- Miklós Antal (1655–1695), vescovo di Tenin
- Pál (1657–1664)
- Katalin (1659–1664)
- István József (1660–1669)
- László Ignac (1662–1689)
- Krisztina (1663–1732)
- Elek Domokos (1664–1673)
- Ferenc Agoston (1666–1673)
- Ilona (1667–1681)
- János Benedek (1668–1683)
- Orsolya (1670–d. 1696)
- Michele (1671–1721), II principe di Galanta
- György Bernat (1672–1672)
- Gábor (1673–1704)
- Pál (1675–1683)
- Anna Julia (1676–1700)
- Imre (1677–1677)
- Anna Terézia (1679–d. 1692)
- Adam (1680–1720)

Dopo la morte della sua prima moglie, Paolo I si risposò con la contessa Éva Thököly di Késmárk, figlia del conte István Thököly di Késmárk e di sua moglie, Mária Gyulaffy di Rátót. La coppia ebbe insieme i seguenti figli:
- István (1683–1683)
- Mária Terézia Anna E(1684–1755)
- Katalin Roza (1685–1686)
- Franziska Jozefa (1686–1688)
- Giuseppe, III principe di Galantha (1688–1721)
- Tamas Ignac (1689–1689)
- Zsigmond Lipot (1692–1693)